# 1880 في الولايات المتحدة
فيما يلي قوائم الأحداث التي وقعت خلال عام 1880 في الولايات المتحدة.

## أحداث
- 2 نوفمبر – الانتخابات الرئاسية الأمريكية عام 1880
- 22 يونيو – المؤتمر الوطني الديمقراطي 1880

## سياسة

### تعيين في المنصب
- 8 يناير – جون ديفيس طويل حاكم ماساتشوستس [الإنجليزية]‏.
- 26 مايو – جوزيف ايمرسون براون عضو مجلس الشيوخ الأمريكي.
- 7 أكتوبر – روزويل فارنهام حاكم فيرمونت [الإنجليزية]‏.
- 20 نوفمبر – إسحاق غراي حاكم إنديانا [الإنجليزية]‏.

### انتهاء فترة المنصب
- 8 يناير – جون ديفيس طويل نائب حاكم ماساتشوستس [الإنجليزية]‏.
- 8 نوفمبر – جيمس جارفيلد عضو مجلس النواب الأمريكي.
- 20 ديسمبر – ريتشارد دبليو تومسون الأمين العام.

## ظهور
- 1 يناير – ساينس

## كتب
من الكتب التي صدرت هذه السنة في الولايات المتحدة:
- 1 يناير – الديمقراطية: رواية أمريكية من تأليف هنري بروكس آدمز.
- 1 يناير – جاك وجيل من تأليف لويزا ماي ألكوت.
- 1 يناير – ساحة واشنطن من تأليف هنري جيمس.
- 1 يناير – عملية الدكتور هيدنهوف من تأليف إدوارد بيلامي.
- 12 نوفمبر – بن هور: حكاية عن المسيح من تأليف لو والاس.

## مواليد

### يناير
- 5 يناير – ريمون دي ليتل لاعب كرة مضرب أمريكي.
- 26 يناير – دوغلاس ماكارثر
- 26 يناير – سيلفيا أشتون ممثلة من الولايات المتحدة الأمريكية.
- 29 يناير – دبليو سي فيلدز

### فبراير
- 7 فبراير – ويليام ل كلايتون رجل أعمال أمريكي.
- 23 فبراير – روي د شابين سياسي أمريكي.
- 28 فبراير – هارفي بارنيل سياسي أمريكي.

### مارس
- 1 مارس – آرثر وير لاعب كرة مضرب أمريكي.
- 3 مارس – فلورنسا أوير
- 9 مارس – تيري ماكغافرن ملاكم من الولايات المتحدة الأمريكية.
- 21 مارس – جيلبرت أندرسون
- 25 مارس – ألان كافان ممثل من الولايات المتحدة الأمريكية.

### أبريل
- 10 أبريل – فرانسيس بيركنز سياسية أمريكية.

### مايو
- 27 مايو – جوزيف غرو دبلوماسي أمريكي.
- 28 مايو – جاك كورتيس ممثل من الولايات المتحدة الأمريكية.

### يونيو
- 11 يونيو – جانيت بيرينغ رانكن
- 12 يونيو – جورج توكر
- 15 يونيو – ماهلون هاميلتون ممثل من الولايات المتحدة الأمريكية.
- 17 يونيو – راشيل سمبسون ممثل أمريكي.
- 17 يونيو – كارل فان فيختن
- 27 يونيو – هيلين كيلر أديبة ومحاضرة وناشطة أمريكية.

### يوليو
- 22 يوليو – تشارلز توبي سياسي أمريكي.

### أغسطس
- 14 أغسطس – فريد ألكسندر لاعب كرة مضرب من الولايات المتحدة.

### سبتمبر
- 12 سبتمبر – هنري لويس منكن
- 14 سبتمبر – أرتشي هان
- 14 سبتمبر – جوزيف اميل هارلي سياسي أمريكي.
- 14 سبتمبر – جون هاليداي
- 15 سبتمبر – فرانك لوي كرامر درّاج طريق من الولايات المتحدة الأمريكية.
- 23 سبتمبر – جوزيف جاكسون لاعب رماية من الولايات المتحدة الأمريكية.
- 24 سبتمبر – سارة كنوس
- 27 سبتمبر – فكتور لويس كوري عالم نبات من الولايات المتحدة الأمريكية.

### أكتوبر
- 14 أكتوبر – كويت ألبرتسون

### نوفمبر
- 10 نوفمبر – جيكوب إبستين
- 15 نوفمبر – تشارلز برينلي
- 18 نوفمبر – هاري هاريس ملاكم من الولايات المتحدة الأمريكية.
- 20 نوفمبر – فريد أر.زيمرمان سياسي أمريكي.
- 22 نوفمبر – باك كونورس ممثل من الولايات المتحدة الأمريكية.

### ديسمبر
- 28 ديسمبر – ويليام فوستر مصور سينمائي أمريكي.
- 29 ديسمبر – وليام سيلفستر هارلي مهندس من الولايات المتحدة الأمريكية.
- 31 ديسمبر – جورج مارشال سياسي أمريكي.

## وفيات

### يناير
- 12 يناير – إلين لويس هيرندون آرثر (مواليد 1837) سياسية من الولايات المتحدة الأمريكية.

### مارس
- 30 مارس – سيلاس بريان (مواليد 1822) سياسي أمريكي.

### مايو
- 3 مايو – جوناثان هوميروس لين (مواليد 1819) عالم فلك أمريكي.
- 20 مايو – هنري ستيوارت فوت (مواليد 1804) سياسي أمريكي.

### يونيو
- 12 يونيو – ألبرت غلاتين براون (مواليد 1813) سياسي أمريكي.

### أغسطس
- 9 أغسطس – وليام بيغلر (مواليد 1814) سياسي أمريكي.
- 30 أغسطس – روبرت ماكليلاند (مواليد 1807) سياسي أمريكي.

### سبتمبر
- 21 سبتمبر – مانويل مونت (مواليد 1809)

### أكتوبر
- 20 أكتوبر – ليديا ماريا تشايلد (مواليد 1802)

### نوفمبر
- 9 نوفمبر – إدوين دريك (مواليد 1819) مخترع من الولايات المتحدة الأمريكية.